# Hans Feibusch
Hans Nathan Feibusch (* 15. August 1898 in Frankfurt am Main; † 18. Juli 1998 in London) war ein deutscher Maler, der seit 1933 im britischen Exil lebte.

## Leben und Werk
Feibusch studierte Malerei als Schüler von Karl Hofer an der Berliner Hochschule der Künste. Seit 1925 lebte Feibusch wieder in Frankfurt, wo er sich dem Frankfurter Künstlerbund anschloss und im dortigen Karmeliterkloster neben Rudolf Heinisch und Benno Elkan ein Atelier bezog. 1931 erhielt er von Max Liebermann für das Bild Der Fischhändler den Preußischen Staatspreis zuerkannt.
Nur zwei Jahre später, 1933, wurde er als Jude aus dem Frankfurter Künstlerbund ausgeschlossen. Feibusch entschied sich zur Emigration nach Großbritannien, wo ihm die Einreise durch seine britische Ehefrau erleichtert wurde. Von den Nationalsozialisten wurden Feibuschs Werke zur „Entarteten Kunst“ erklärt. 1937 wurde in der Nazi-Aktion „Entartete Kunst“ nachweislich fünf seiner Bilder aus öffentlichen Sammlungen in Frankfurt am Main beschlagnahmt und vernichtet.
In Großbritannien, wo er sich zunächst als Gebrauchsgraphiker betätigte, wurde er besonders für seine großformatigen Wandmalereien in Kirchen bekannt, die er über vier Jahrzehnte hinweg gemeinsam mit der britischen Künstlerin Phyllis Bray schuf. Die ersten Aufträge erhielt er durch Vermittlung von George Bell, dem Bischof von Chichester. Für die Kathedrale von Chichester schuf Feibusch ein Wandgemälde der Taufe Christi.
Fresken weltlichen Charakters finden sich im Civic Center von Newport (Zwölf Fresken zur Stadtgeschichte, 1961–1964) sowie in Portmeirion, dem Feibusch verbunden war, seit er 1925 den Auftrag zu einer Büste von Bertram Clough Williams-Ellis erhalten hatte.
Hans Feibusch starb am 18. Juli 1998 – wenige Wochen vor Vollendung seines 100. Lebensjahres – in London.

## Ehrungen
- 1967: Verdienstkreuz 1. Klasse der Bundesrepublik Deutschland
- 1989: Großes Verdienstkreuz der Bundesrepublik Deutschland

## 1937 als „entartet“  aus öffentlichen Sammlungen beschlagnahmte und vernichtete Werke
- Zwei schwebende Figuren (Öl auf Leinwand, 50 × 100 cm, 1932; Städelsches Kunstinstitut Frankfurt am Main; auf der Ausstellung Entartete Kunst in München, zusammen mit Arbeiten von Jankel Adler und Marc Chagall, unter der Überschrift „Offenbarung der jüdischen Rassenseele“ gezeigt.[5])
- Südliche Landschaft (Öl auf Leinwand, 77 × 100 cm, 1930; Städelsches Kunstinstitut Frankfurt am Main)[6]
- Akte (Aquarell; Kunstsammelstelle Frankfurt am Main)
- Akt (Zeichnung; Kunstsammelstelle Frankfurt am Main)
- Männlicher Akt (Zeichnung; Kunstsammelstelle Frankfurt am Main)